# Giuseppe Aliprandi
Giuseppe Aliprandi (Crema, 19 maggio 1923 – ...) è stato un calciatore italiano, di ruolo attaccante.

## Carriera
Dopo gli esordi con il Crema in Serie C, debutta con i lombardi in Serie B nella stagione 1946-1947 disputando due campionati cadetti per un totale di 71 presenze e 25 reti.
Nel 1948 passa al Legnano dove gioca per due anni sempre in Serie B collezionando 31 presenze e 9 reti; dopo un ultimo anno tra i cadetti con la maglia del Treviso, con cui gioca 14 gare e segna 3 gol, torna per una stagione al Crema in Serie C. Nel 1952 rientra al Treviso, che lo cede definitivamente alla Cremonese, retrocessa in IV Serie. A Cremona disputa le ultime tre stagioni, contribuendo a suon di reti alla risalita in Serie C.

## Palmarès

### Club

#### Competizioni nazionali
- IV Serie: 1

Cremonese: 1953-1954